# Спиколак, Марк
Марк Лондон Спиколак (англ. Mark London Spicoluk; 2 июня 1979, Эдмонтон, Альберта) — канадский рок-музыкант, создатель контента для образа жизни и предприниматель. Он наиболее известен как участник панк-рок-групп Sum 41 (1997—1999) и Closet Monster (1997–2005). В 2002 году был бас-гитаристом у Аврил Лавин, снялся в клипах «Sk8er Boi» и «Complicated».  Основал инди панк-рок лейбл Underground Operations. Работал со своей женой над брендом Boho Beautiful, посвящённому вопросам образа жизни. С 2012 по 2015 год он выступал в качестве судьи на YTVs The Next Star.